# 中国始喙龟属
中国始喙龟属（学名：Eorhynchochelys）为爬行纲的一个属。

## 下属物种
本属包括以下物种：
- Eorhynchochelys sinensis Li, Fraser, Rieppel & Wu, 2018[2]